# 이치우 (1959년)
이치우(李致雨, 1959년 8월 22일 ~ )은 대한민국의 정치인이다. 창원시의원, 경상남도의원을 지냈다.

## 학력
- 송정국민학교 졸업
- 웅동중학교 졸업
- 웅천고등학교 졸업
- 창신대학교 경찰행정학 졸업

## 경력
- 마창진 통합반대 진해동부권 대책위원회 위원장
- 부산·진해 동부권 통합 추진위원장
- 2012.04 ~ 2014.06 제1대 경상남도 창원시의회 의원
  - 2012.06 ~ 2012.06 제1대 경상남도 창원시의회 전반기 환경문화위원회 위원
  - 2012.07 ~ 2014.06 제1대 경상남도 창원시의회 후반기 도시건설위원회 위원
- 2014.07 ~ 2018.06 제2대 경상남도 창원시의회 의원
  - 2014.07 ~ 2016.06 제2대 경상남도 창원시의회 전반기 환경해양농림위원회 위원장
  - 2016.07 ~ 2018.06 제2대 경상남도 창원시의회 후반기 문화도시건설위원회 위원
  - 2018.03 ~ 2018.06 제2대 경상남도 창원시의회 후반기 예산결산위원회 위원
- 2018.07 ~ 2022.04 제3대 경상남도 창원시의회 의원
  - 2018.07 ~ 2020.07 제3대 경상남도 창원시의회 전반기 환경해양농림위원회 위원
  - 2018.07 ~ 2020.07 제3대 경상남도 창원시의회 전반기 의회운영위원회 위원장
  - 2020.07 ~ 2022.04 제3대 경상남도 창원시의회 후반기 의장
- 2022.07 ~ 2026.06 제12대 경상남도의회 의원
  - 제12대 경상남도의회 농해양수산위원회 위원
  - 제12대 경상남도의회 윤리특별위원회 위원

## 역대 선거 결과
|  | 16.34% |

|  | 61.21% |

|  | 37.79% |

|  | 32.60% |

|  | 61.11% |